# بالگردگاه رین
بالگردگاه رین (به انگلیسی: Ryon Heliport) یک فرودگاه خصوصی است. این فرودگاه در کشور ایالات متحده آمریکا قرار دارد و در ارتفاع ۳۳۵ متری از سطح دریا واقع شده است.